# La imposición de la casulla a san Ildefonso (escultura del Greco)
La imposición de la casulla a san Ildefonso, también llamado El milagro de san Ildefonso, es un altorrelieve, obra del Greco, que había formado parte del marco o retablo original del lienzo El Expolio. Es una de las pocas esculturas realizadas por el Greco que han llegado hasta la actualidad, y se exhibe en la sacristía de la Catedral de Toledo.

## Tema de la obra
Según una leyenda, la noche del 18 de diciembre del año 665, Ildefonso de Toledo y dos diáconos entraron a una capilla que brillaba misteriosamente. Encontraron a la Virgen María sentada en la cátedra episcopal, acompañada de un grupo de vírgenes que entonaban cánticos. María le dijo a Ildefonso: «Tu eres mi capellán y notario fiel: recibe esta casulla que mi Hijo te envía de su tesoro». La Virgen le impuso la casulla, y le ordenó que solamente la usara en los días festivos en su honor.

## Historia
En diciembre de 1581, el canónigo García Loaysa y Girón avanzó al pintor 200 ducados «por la pintura y ornato de un quadro del expolio de Christo que haze para el bestuario del sagrario». Hasta 1585, el Greco no se pudo encargar del retablo que debía enmarcar el cuadro, porqué hasta entonces no contaba con un taller adecuado para su talla y ensamblaje. El Greco entregó el lienzo y su retablo en enero de 1587, finalmente valorados en 535 ducados por Esteban Jordán.
Cabe señalar que el precio por el retablo dorado con sus esculturas, sobrepasó en 218 ducados al del lienzo. Se ha especulado de que en aquella época la escultura se valoraba más que la pintura, si bien hay que tener en cuenta el coste de los materiales, especialmente el del oro, para el acabado del retablo.

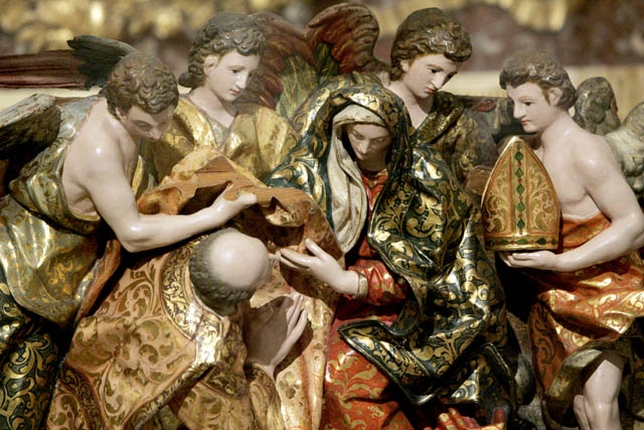
Vista de la parte principal del altorrelieve

Nicolás de Vergara el Mozo, arquitecto autor de la remodelación de la Sacristía, dibujó algunos proyectos para esta obra. En uno de ellos escribió Juan Bautista Monegro (ca.1608): «...por estar en dicha sacristia en el altar y retablo della una pintura del natural ystoria del Despojo de Christo de la mano de Dominico Greco lo mejor que yço y debajo della una ystoria de medio reliebe toda dorada de la mano de dicho autor...». Según una descripción del año 1601, el retablo tenía «guarnición de pilastras, basas, capiteles y frontispicios todo dorado»
Actualmente, el lienzo de El Expolio está enmarcado en un retablo de mármol y bronce, realizado en 1798, que sustituyó al realizado por el Greco.
El rastro del retablo original se perdió en la catedral. El punto de partida de su recuperación fue una mención que hizo en 1601 el Arzobispo Bernardo de Sandoval y Rojas, según la cual este relieve había formado parte de aquel retablo. Según Bernardo de Sandoval: «...en el banco unas figuras de talla, también doradas, que son cuando Nuestra Señora echó la casulla, que lleva por detrás señales claras de haber sido arrancado del banco del altar donde El Greco lo puso. Hoy se conserva cuidadosamente en el Salón principal del Seminario». A partir de estos datos, en 1901, Cossío tuvo la fortuna de encontrar este altorrelieve, después de mucho tiempo de intentarlo sin éxito en el Seminario Conciliar de San Ildefonso.

## Análisis de la obra
- Madera tallada, dorada, y posteriormente policromada; 85 x 125 cm.[10]; Catedral de Toledo, Sacristía.[11]
- Según Fernando Marías, las medidas son de 87 x 110 x 20 cm., y la talla fue finalmente estofada.[12]

No hay ninguna razón para dudar que sea obra del Greco. Según Gudiol, es la única obra escultórica plenamente atribuible al maestro cretense, junto con las estatuillas de Epimeteo y Pandora, ya que la decoración escultórica de los Retablos de Nuestra Señora de la Caridad fue destruida durante la guerra civil española.
María está girada ligeramente hacia su derecha y situada encima de nubes y cabezas de angelitos. Cuatro ángeles mancebos la rodean, con sus torsos y extremidades desnudos. Tres de ellos la ayudan, mientras que un cuarto sostiene la mitra de Ildefonso.
Esta talla fue en principio dorada y posteriormente policromada, con lo cual perdió en parte su pureza de líneas y de modelado, especialmente en los rostros, manos y otras carnaciones. Tanto la expresión de las figuras, la composición del grupo, las proporciones, como el plegado de las vestimentas, todo señala las características originales del maestro cretense. El mismo tipo de Virgen aparece en dos lienzos casi coetáneos: El entierro del conde de Orgaz y Cristo despidiéndose de su madre. Las figuras de los ángeles corresponden a los tipos primerizos del Greco, especialmente los de El martirio de San Mauricio.